# Costești (okręg Buzău)
Costești – wieś w Rumunii, w okręgu Buzău, w gminie Costești. W 2011 roku liczyła 1559 mieszkańców.